# 159865 Silvialonso
159865 Silvialonso è un asteroide della fascia principale. Scoperto nel 2004, presenta un'orbita caratterizzata da un semiasse maggiore pari a 2,3533786 UA e da un'eccentricità di 0,1959006, inclinata di 11,10558° rispetto all'eclittica.